# Emma Hinz
Emma Hinz (* 5. Mai 2002 in New Jersey) ist eine US-amerikanische Kinderdarstellerin.

## Leben
Emma Hinz wurde 2002 in New Jersey geboren. Ihr Schauspieldebüt gab sie 2008 in dem Horrorfilm Pink Eye, in dem sie die Rolle der Daisy spielte. Dabei stand sie neben Melissa Bacelar vor der Kamera. Im Jahr darauf spielte sie in der Filmkomödie Life During Wartime mit Michael Kenneth Williams, Shirley Henderson, Ciarán Hinds mit. Zuletzt stand Hinz für die Produktion Clutter vor der Kamera und spielte die jüngere Version von Natasha Lyonnes Charakter.

## Filmografie
- 2008: Pink Eye
- 2009: Life During Wartime
- 2013: Clutter